# Schminke

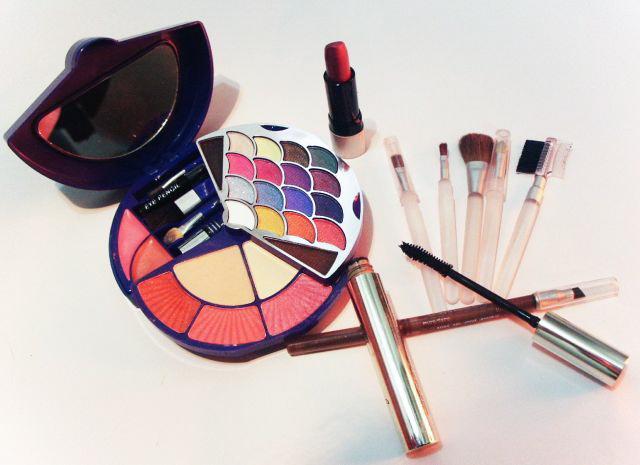
Schminke und Pinsel

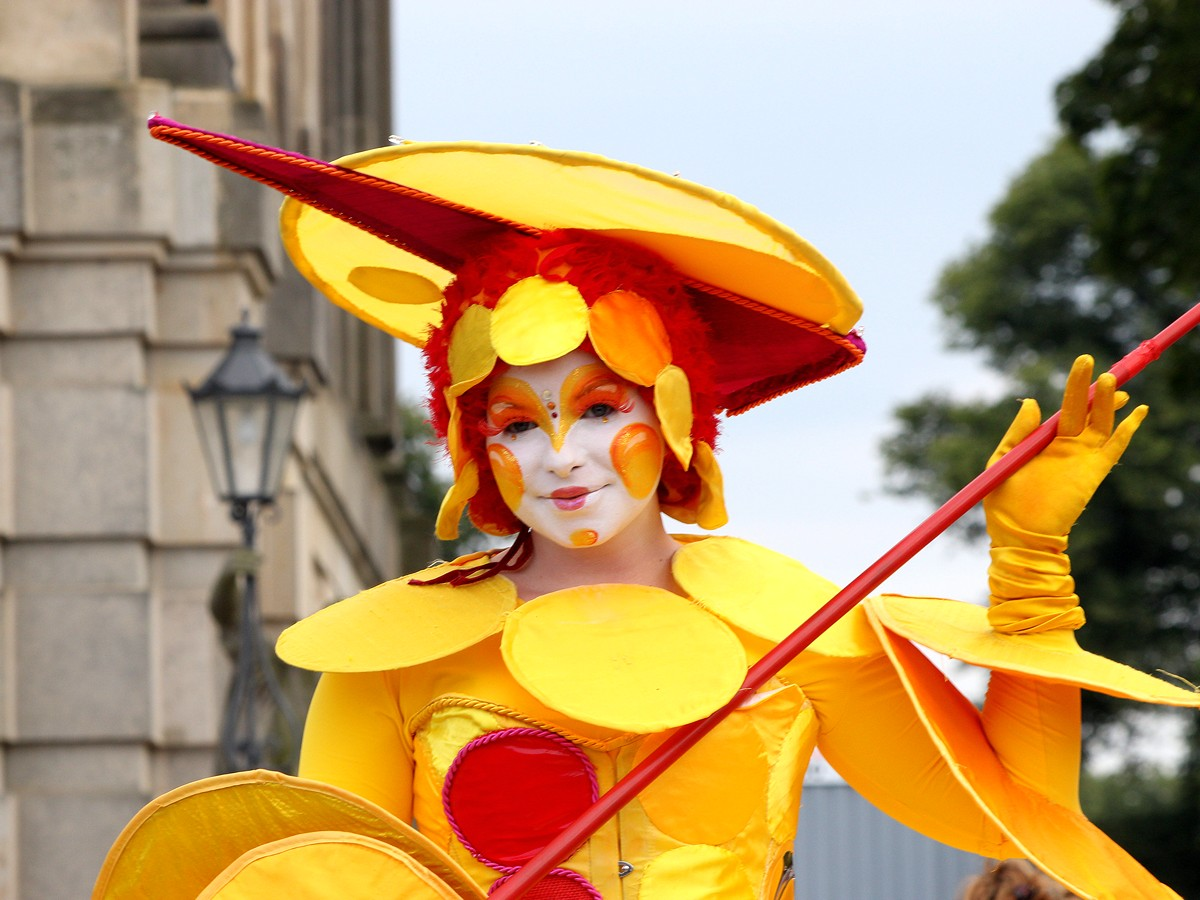
Geschminkte Stelzenläuferin

Schminke (englisch Make-up) bezeichnet kosmetische Mittel, mit denen man Haut und Haare farbig gestaltet (in der Regel das Gesicht), um das Aussehen zu verschönern oder zu verändern. 
Verwandte Formen der farblichen Hautgestaltung sind das Permanent Make-up und die Tätowierung, die dauerhaft sind: Die Farbe wird in die Haut gespritzt oder geritzt.

## Geschichte

### Schminke und Hautschmuck in vorgeschichtlicher Zeit

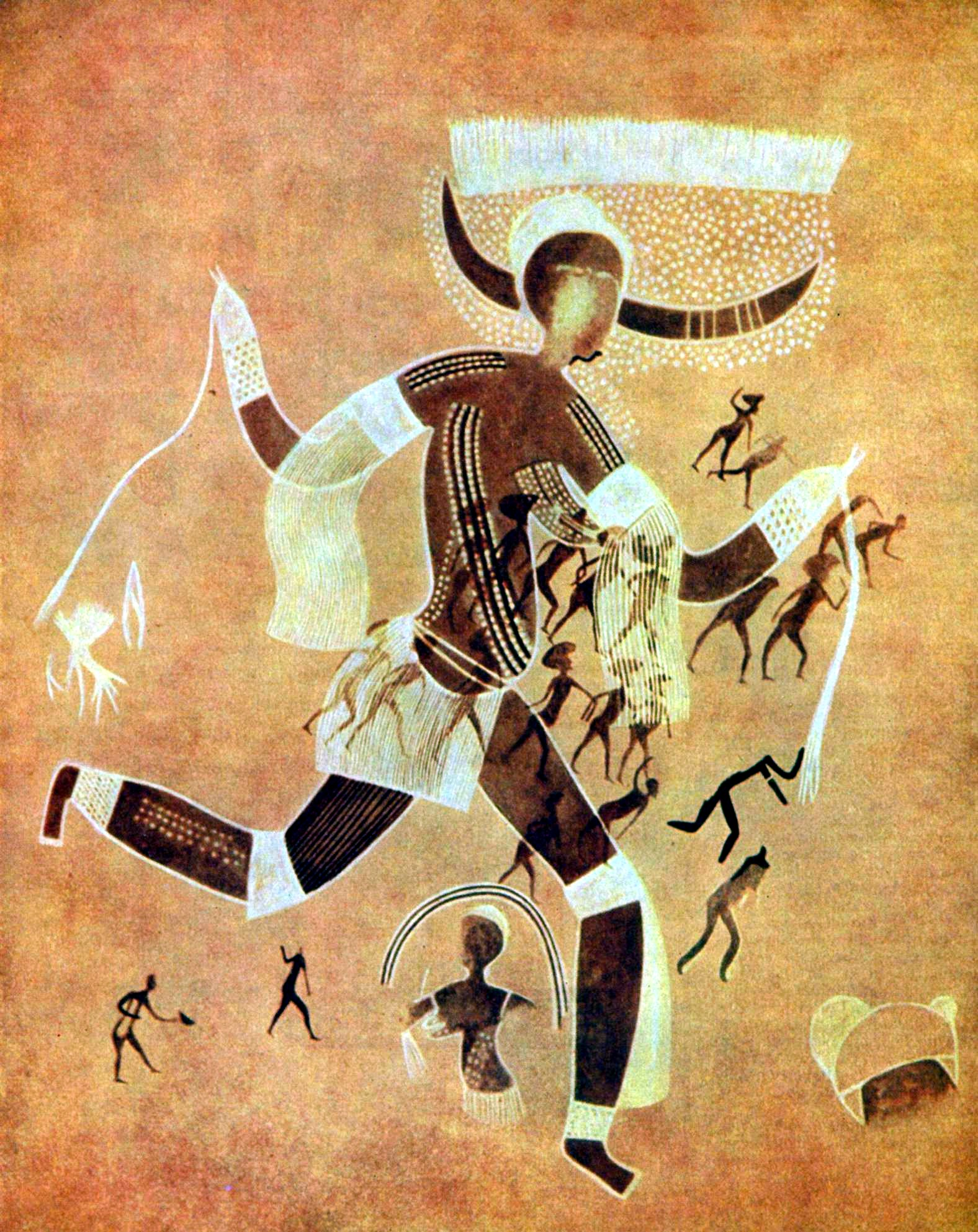
Weiße Dame von Ahahouret – afrikanische Felszeichnung mit deutlich erkennbarem Körpermuster

Vermutlich ist das Zieren des eigenen Körpers so alt wie die Menschheit und wurde zunächst zu schamanischen und rituellen Zwecken im Rahmen der damaligen Fruchtbarkeitskulte zelebriert. So wurden Muschelschalen als Behälter für Schminke aus gelbem Goethit, rotem Hämatit und schwarzem Pyrit schon vor 50.000 Jahren von Neandertalern in Spanien benutzt.
Weltweit zeigen menschliche Figuren auf Höhlenmalereien deutliche Hautverzierungen, was darauf schließen lässt, dass die damaligen Menschen ebenfalls Kopf- und Körperschminke trugen. Auch auf gefundenen Figurinen wie der Venus von Willendorf wurden Farbreste aus Ocker, Kalkweiß und Asche ausgemacht, welche eindeutig der Verzierung der Figur zugeordnet werden konnten. Sie sind noch heute Teil des kulturellen Ausdrucks verschiedener Völker Afrikas, etwa der Massai und der Nuba, sowie bei Völkern Australiens und Mikronesiens. Nicht selten wurden gemalte Hautverzierungen mit dekorativen Schnitten oder Stichen (Skarifizierung wie gerade jetzt wieder als Piercing und Branding in westlichen Ländern in Mode gekommen) und daraus resultierenden Schmucknarben (Nuba) oder Tätowierungen (Māori in Neuseeland namens Tā moko) oder Piercings (Massai, Tellerlippenfrauen) kombiniert.
Auffällig ist, dass die Art der Hautverzierungen umso farb- und musterlastiger wurde, je weiter die Völker in den Norden der Welt vorstießen, und Schmucknarben zurückgingen. So waren bei den Wikingern Schmucknarben kaum bekannt, während Farbtätowierungen bei afrikanischen Völkern wiederum nicht oder wenig bekannt waren und diese dafür Narbentätowierungen vorzogen. Grund dafür ist vermutlich die Anpassung an die Hautfarbveränderungen. Eindrucksvolle Tätowierungen konnten durch die Auffindung mumifizierter Leichen, insbesondere Moorleichen, nachgewiesen werden. Auch der in den Ötztaler Alpen entdeckte jungsteinzeitliche Mann („Ötzi“) wies Tätowierungen in Form von wenigen Zentimeter langen, parallelen Linien an den Hand- und Fußgelenken und ein Kreuz im Lendenbereich auf. Allerdings sind sich die Forscher nicht einig, ob diese als Schmuck oder aus medizinischen Gründen wie Akupunkturpunkte angebracht wurden.

### Antike

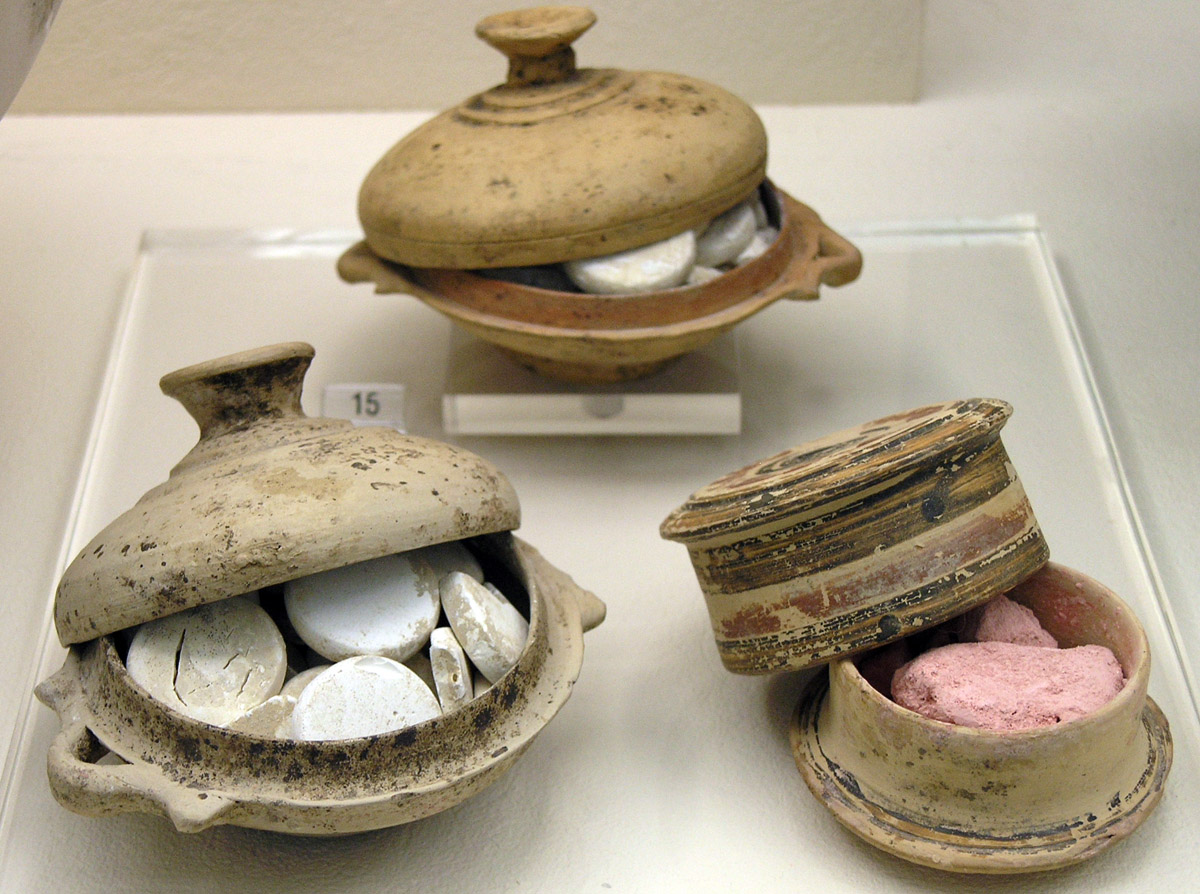
Pyxiden, 5. Jahrhundert v. Chr.

Etwa ab 2500 v. Chr. finden sich Nachweise, dass im Alten Ägypten die Haut zum Schutz vor der intensiven Sonnenbestrahlung mit Salben und Ölen eingerieben wurde. Auch Rouge für die Wangen und Lippenfarbe wurden von den Ägyptern benutzt. Zur Aufbewahrung der cremigen Farben dienten Pflanzenstängel. Bei Ausgrabungen wurden grüne Schminkfarben aus Malachit (Kupferspat), blaue Farben aus Lapislazuli, schwarze Farben aus Kohle-Öl-Gemischen, rote Farben aus Zinnober und Bleiglanzpuder (Galenit) gefunden. Die Betonung der Augen hatte in Ägypten eine besondere Bedeutung, da die Augen ein Sinnbild für den Sonnengott Re darstellten. Die hierzu genutzten schwarzen und grünen Farben wurden häufig von Priestern hergestellt und wie Kajal benutzt. Im Tempel von Edfu wurden entsprechende Rezepte gefunden.
Die Römer benutzten erst nach der Eroberung Griechenlands ausgiebig dekorative Schminke. Zum Entfernen wurde Olivenöl oder Esels- bzw. Ziegenmilch benutzt. Die zu dieser Zeit genutzte Wimperntusche wurde aus gebranntem Kork hergestellt. Eine vermutlich dem gleichen Zweck dienende Creme wurde 2003 bei einer baubegleitenden archäologischen Ausgrabung in Southwark, London gefunden. Sie gilt als die bisher älteste aus Europa erhaltene kosmetische Creme und stammt aus einer dem gallorömischen Gott Mars/Camulos geweihten Tempelanlage aus der Zeit um 150 n. Chr., die gefunden wurde. Das Gefäß mit der sehr gut erhaltenen Creme, auf deren Oberfläche noch Streichspuren von Fingern erhalten sind, wurde dort höchstwahrscheinlich als Opfergabe niedergelegt. Chemische Analysen ergaben, dass sie überwiegend aus tierischem Fett, wahrscheinlich von Rindern oder Schafen, Stärke und Zinnoxid in Form von Kassiterit besteht. Es handelt sich um eine gut deckende Creme, die nach Auftragen auf die Haut gut einzieht und anschließend den Teint fein hell abtönt.

### Mittelalter und Frühe Neuzeit

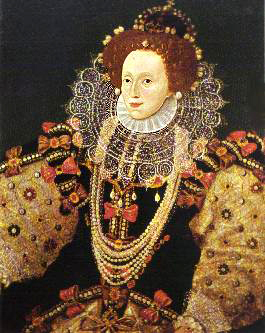
Elisabeth I. mit damals typisch bleiweiß-hellem Gesicht

Im Mittelalter galt nur der blasse Teint als schön. Um eine möglichst makellose Blässe zu erreichen, verwendete man das hoch toxische Bleiweiß, das häufig schwer heilende Abszesse der Gesichtshaut hervorrief. In der Renaissance wurde das Färben von Wangen und Lippen durch Elisabeth I. in England und Katharina von Medici in Frankreich wieder populär. Die rote Lippenfarbe entstand aus Koschenille, einem roten Farbstoff, der aus der Koschenilleschildlaus gewonnen wurde. Im 17. Jahrhundert wurden die Schönheitspflästerchen, kleine zugeschnittene Flecken aus Leder, Seide oder Samt, sehr beliebt.
Im 18. Jahrhundert wurde neben Bleioxid auch Wismutoxid, Quecksilberoxid, Zinnoxid und Talk zum Weißfärben der Haut verwendet. Rote Schminke für Lippen und Wangen wurde mit Saflor, Koschenille, Rotholz, Sandelholz und Zinnober gefärbt. Außerdem wurden die Haare mit fettigen Pomaden behandelt, damit Haarpuder darauf haftete. Haarpuder bestand zumeist aus Weizen- oder Reisstärke und wurde mit Kohle grau, mit Ocker blond oder mit einem der zuvor genannten Mittel rötlich gefärbt.

### 19. und 20. Jahrhundert
Ab Mitte des 19. Jahrhunderts werden Kosmetika unter Berücksichtigung der möglichen Gesundheitsfolgen hergestellt. Die Verwendung von Bleiweiß lässt nach und wird durch Zinkoxid, Titaniumdioxid, Bornitrid, Reismehl, Talkum, Schlämmkreide abgelöst. Rote Farben werden aus Färberdistel oder Karmin hergestellt. Beliebt ist auch Schnouda, eine farblose Mischung von Alloxan (aus Harnsäure bereitet) mit Fettcreme, die die Haut rot färbt. Mit der Erfindung des Lippenstifts 1915 erhält die Kosmetikindustrie einen neuen Schub. Die Ausgaben für Kosmetik steigen stark. Besonders beliebt sind Lippenstift, Lidschatten und Wimperntusche.
Pioniere auf dem Gebiet der Kosmetikaherstellung sind der Berliner Bariton Ludwig Leichner, der 1873 die erste bleifreie Bühnenschminke entwickelte, sowie Max Factor, der unter anderen auch den Look von Stars wie Gloria Swanson, Greta Garbo und Joan Crawford kreierte, ihm wird auch die Erfindung des Begriffs „Make-up“ zugeschrieben. Weiterhin wären zu nennen Elizabeth Arden und Helena Rubinstein.
Die von Ludwig Leichner erfundenen Fettschminken werden als Mischungen der Farbstoffe mit Fetten beschrieben. Ludwig Leichner wurde zuletzt 1982 in dem amerikanischen James-Bond-Titel von John Gardner erwähnt; der Autor beschreibt darin einen Schmink- und Verkleidungsspezialisten in New York, der eine zweifelhafte Verwandtschaft mit dem berühmten Wagner-Sänger Ludwig Leichner im 19. Jahrhundert in Anspruch nahm, dem Erfinder der Theater-Fett-Schminke.
Im NS-Staat galt es als „undeutsch“, sich zu schminken. Gottfried Krummacher, damals Mitglied der Reichsleitung der NS-Frauenschaft, erklärte im November 1933:

„Es ist die Auffassung der deutschen Männer wie der deutschen Frauen, dass Frauen, die sich die Augenbrauen abrasieren, die sich schminken und die Haare färben oder die in der Öffentlichkeit durch exzentrische Manieren aufzufallen suchen, wie z.B. Rauchen, Pudern usw., einer älteren Generation angehören, deren Zeitalter im Vergehen ist. Der Hinweis, dass die jüngere Generation derartige Dinge ablehnt, … dürfte gerade diese Frauen in größte Verlegenheit bringen, denn sie meinen, sich jung machen zu können, während sie sich gerade durch solche Dinge einer vergehenden und abgewirtschafteten und überalterten Weltanschauung und Weltanschauungszeit zurechnen.“

## Formen der Schminke

### Kaschierende Schminke
Die kaschierende Schminke, auch Camouflage genannt, wird vorwiegend zur Abdeckung von Hautfehlern benutzt; das kann rein kosmetisch und auch medizinisch sein.

#### Kosmetik

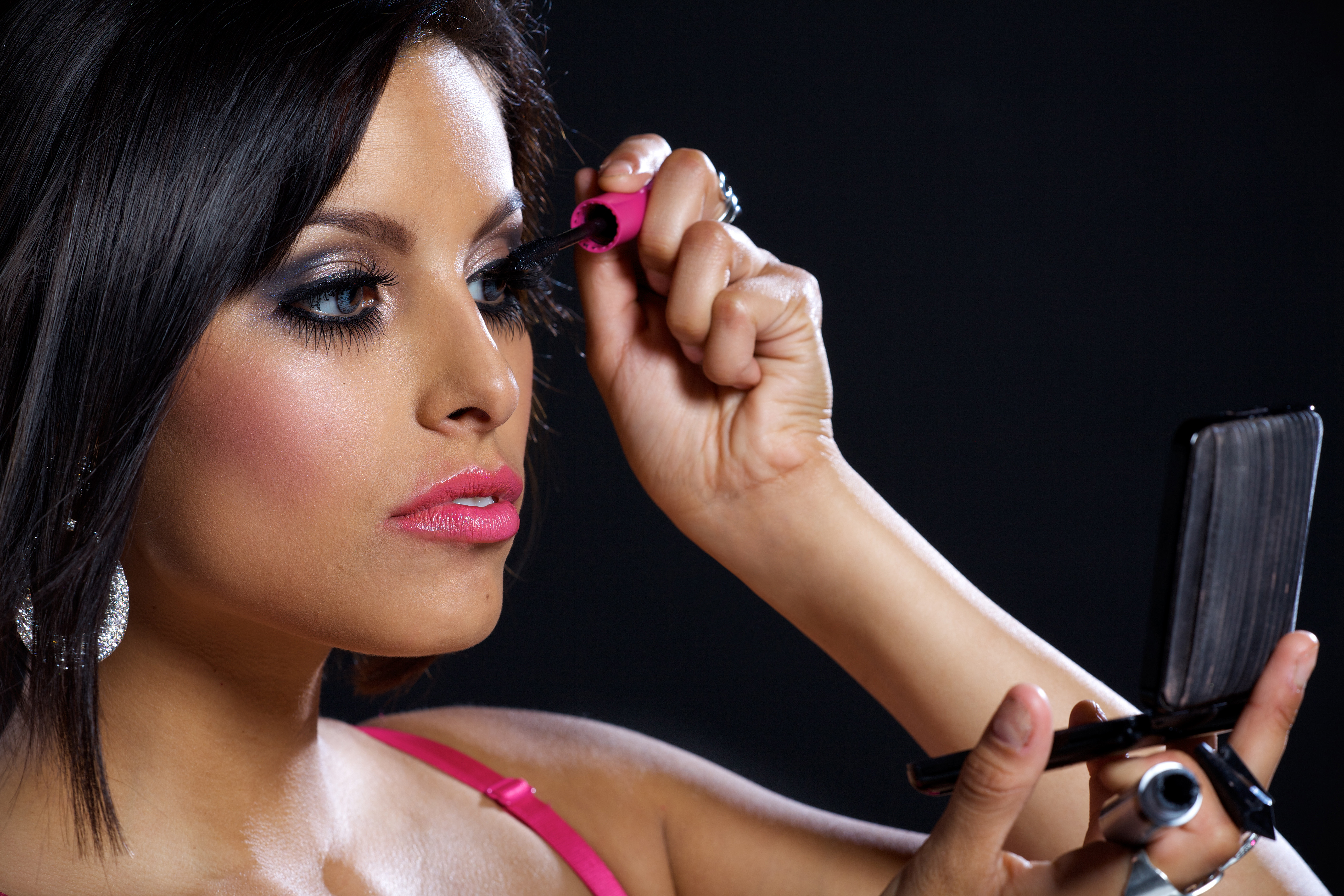
Frau beim Nachschminken mit Wimperntusche

Kosmetische Schminke (üblicherweise als dekorative Kosmetik oder Make-up bezeichnet) gilt dem dekorativen Körperschmuck und soll im Allgemeinen die Ausstrahlung einer Person steigern. Typische kosmetische Produkte sind Gesichts-Make-up, Lidschatten, Lippenstift und Nagellack. Das Schminken dient der Betonung der persönlichen Attraktivität und der Kaschierung eventuell vorkommender Makel, wie Falten oder Hautverfärbungen (z. B.  Couperose). Diese Schminke nutzten vorwiegend Frauen, zunehmend aber auch Männer. Dekoratives Schminken ist meist an die jeweiligen Modetrends und den Erscheinungstyp gebunden.

#### Medizin
Medizinische Schminke wird meist zur Kaschierung von entstellenden Hautveränderungen, wie Brandnarben, Verätzungen, Feuermalen, überdimensionalen Muttermalen, bereuten Tätowierungen oder ähnlichem eingesetzt. Die Kosten übernimmt meist die Krankenkasse. Inzwischen hat sich im Rahmen der fortschreitenden Laser- und Hauttransplantationstherapien eher eine Behandlung damit durchgesetzt, um die Probleme dauerhaft zu lösen, anstatt immer überdecken zu müssen. Nur bei hartnäckigen, tiefsitzenden Narben wird Camouflage noch benutzt, teilweise können dazu sogar aufwendige  Silikonprothesen verwendet werden.

### Film

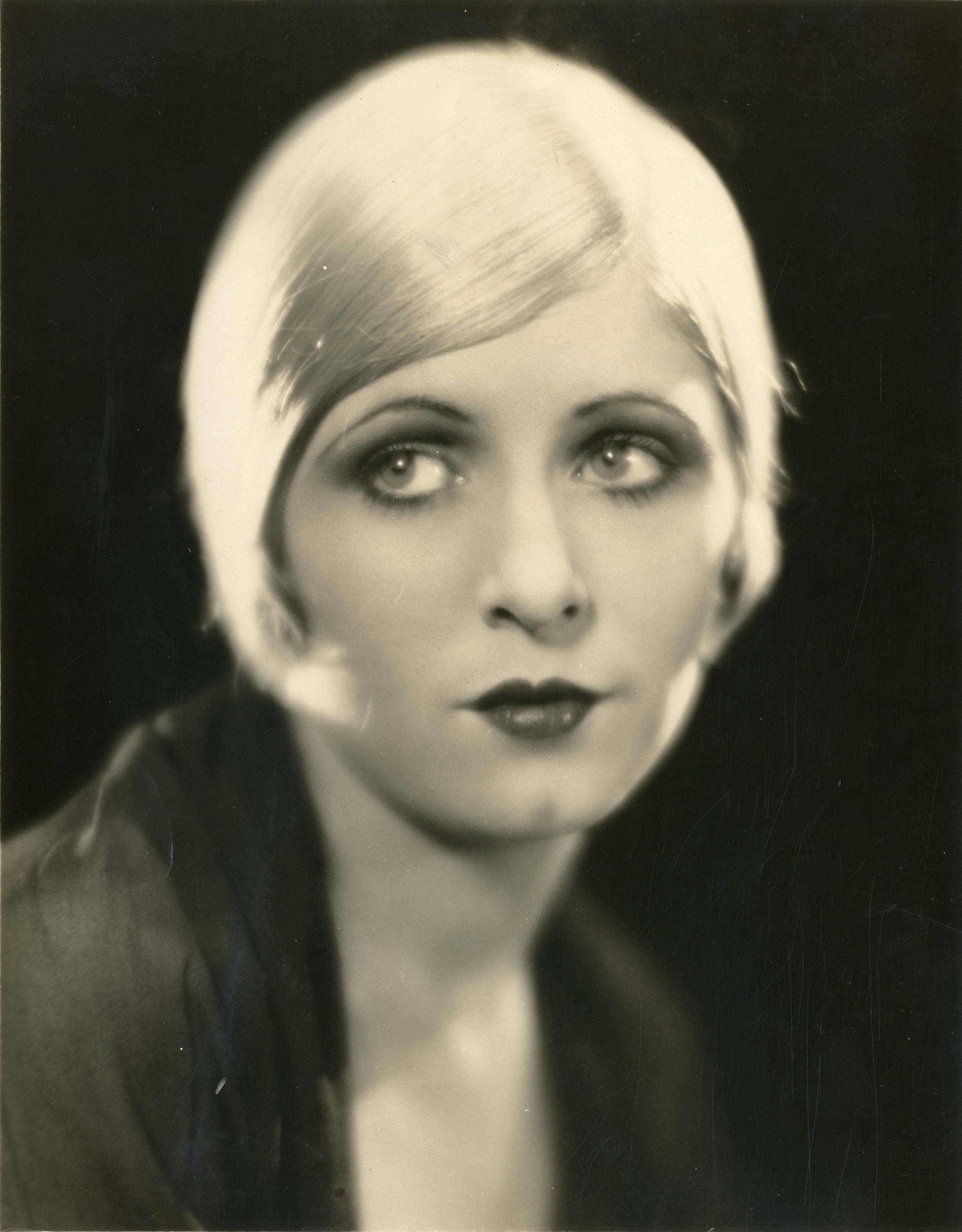
Stummfilmschauspielerin Dorothy Seastrom, 1925

In den Anfängen des Films während der Stummfilmzeit stand die filmische Schminke noch ganz in der Tradition der Theaterschminke und wurde sehr stilisiert eingesetzt. Später glich man die Filmschminke den jeweiligen Modetrends an und schaffte es sogar über das Medium Film, selbst welche zu initiieren (Barbarella, Pulp Fiction); berühmte Models wie Marilyn Monroe oder Greta Garbo wurden zu Filmikonen und umgekehrt. Filme wie Apocalypse Now schafften es sogar, verschiedene „Schminkgenres“ zu verbinden; so gibt Francis Ford Coppola dem wahnsinnig gewordenen Colonel Kurtz (Marlon Brando) mit dessen tarngrün-schwarzer Kriegsschminke nicht nur etwas Militärisches, sondern auch etwas Teuflisches, da das Make-up an das der Stummfilmzeit angelehnt ist.

### Theater

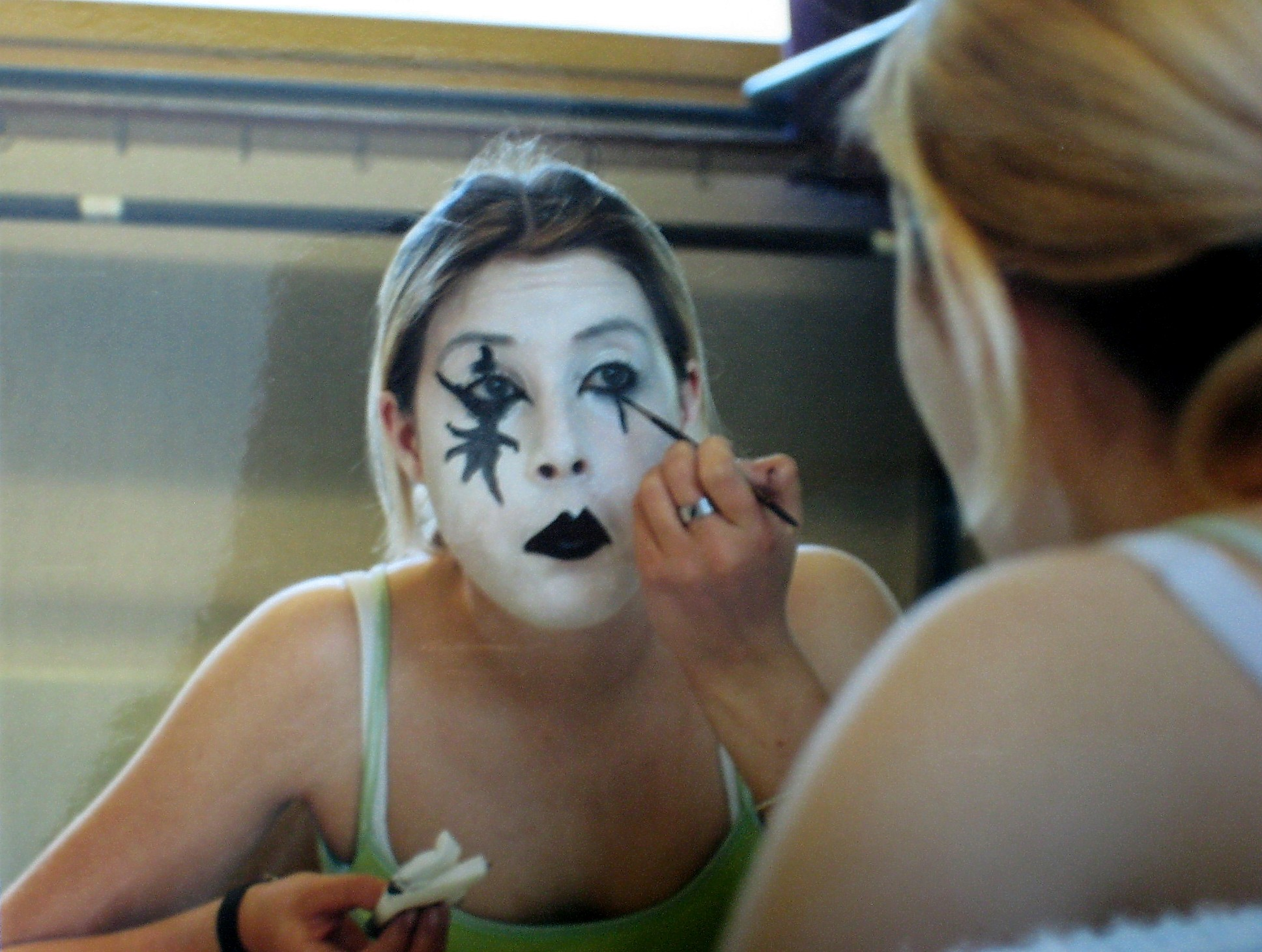
Eine Schauspielerin schminkt sich

Im europäischen Theater wurde und wird Bühnenschminke als Steigerung der künstlerischen Ausdrucksform genommen, sei es die totale Verneinung der persönlichen Gesichtszüge des Schauspielers, wie in der Pantomime, Clownerie und Travestie. Im europäischen Theater gab und gibt es eine dem gesellschaftlichen Rollenverständnis oder Archetypen folgende Bühnendarstellung, etwa die Naive oder die Alte, die entsprechend geschminkt werden müssen. Theaterschminke und Karnevalsschminke müssen besondere Anforderungen erfüllen. Theaterschminke dunkelt das Gesicht zum Ausgleich grellen Scheinwerferlichts ab und ist im Regelfall wasserfest. Es wird nach der Vorstellung meist mit fetthaltigen Reinigungsmitteln entfernt. Besonderer Bedeutung kommt der Schminke auch im Tanzsport zu, wobei hier wie auch im Wrestling der Übergang zur Theaterschminke fließend ist, da auch das Publikum von Körperbemalung animiert wird.
Im Unterschied zum europäischen Theater werden im japanischen Kabuki-Theater Kostüme und Schminke nach festgelegten Regeln und nach einem ikonischen Verständnis ausgewählt. In den klassischen indischen Tänzen, die wie Bharatanatyam der Unterhaltung dienen, wird das Gesicht geschminkt, um die für den ästhetischen Gefühlsausdruck (sanskrit bhava) entscheidenden Augenbewegungen und die Mimik hervorzuheben. Beide werden nach einem Jahrhunderte alten Formenkatalog erlernt.
Eine andere Funktion hat Schminke in den religiösen indischen Ritualtheatern wie Kutiyattam, Kathakali und Yakshagana. Dort kommt das Make-up einer Maske gleich, welche die Alltagsperson verdeckt und in einem komplizierten, zeitaufwendigen Prozess dem Darsteller hilft, sich mit seiner Rolle zu einem guten Teil zu identifizieren. Im Tanzritual Teyyam, das im Norden des indischen Bundesstaates Kerala aufgeführt wird, ermöglicht der etwa zweistündige Schminkprozess dem Darsteller, bei seinem Auftritt von der zu verkörpernden Gottheit besessen zu werden, so dass ihn die Gläubigen als eine zeitweilige Erscheinungsform dieser Gottheit verehren.

### Kulturelle Schminke

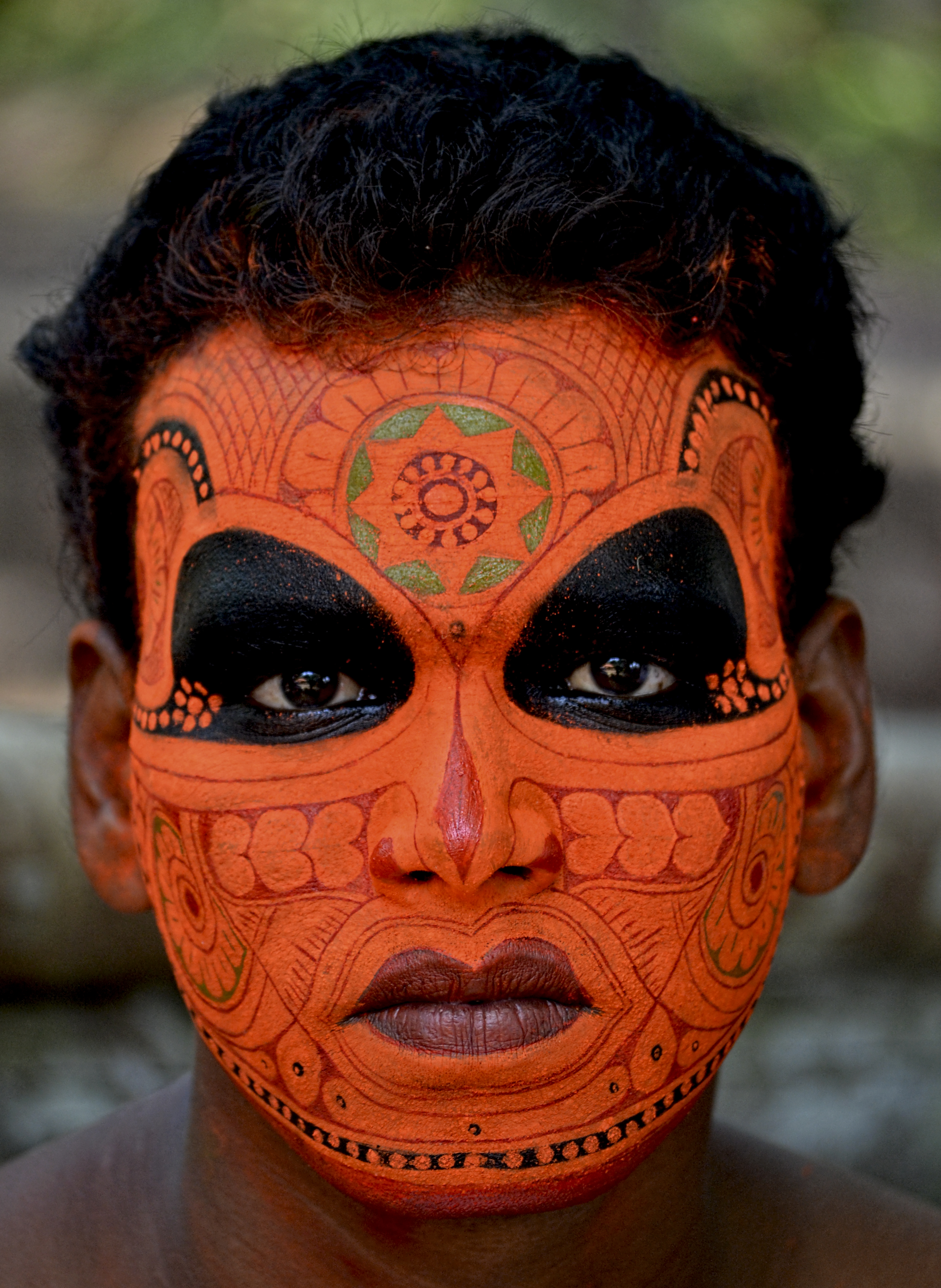
Teyyam

Die Färbung und/oder farbliche Kennzeichnung der Haut ist zu allen Zeiten auch Zeichen gewesen, die Zugehörigkeit zu einer ethnischen, religiösen, sozialen, aber auch musikalischen, kulturellen oder, in der heutigen Zeit, subkulturellen Gruppen zu kennzeichnen. So kennzeichnen sich Personen, die sich zur New-Romantic-, Gothic- bzw. Visual-Kei-Szene oder auch dem Punk zurechnen, durch extrem exaltierte Schminke aus.
In Japan z. B. setzten sich Geishas von „normalen“ Frauen auch durch Schminke ab.

### Kampfschminke
In Europa trugen die Kelten und die Wikinger auffällige Haut- und Körperfarbe bevorzugt bei Kriegsschlachten, sowohl um die Gegner durch gemalte Fratzen einzuschüchtern, als auch im Glauben daran, durch die zuvor vom Dorfschamanen gesegnete Hautfarbe unverletzbar zu sein; dieses Phänomen, durch etliche Hollywoodfilme bekannt, ist in Nordamerika bei den Sioux- und Irokesen-Indianern, in Mittel- und Südamerika bei den Azteken und den Mayas oder auch bei den asiatischen Kriegsvölkern wie den Skythen und den Hunnen beschrieben worden.

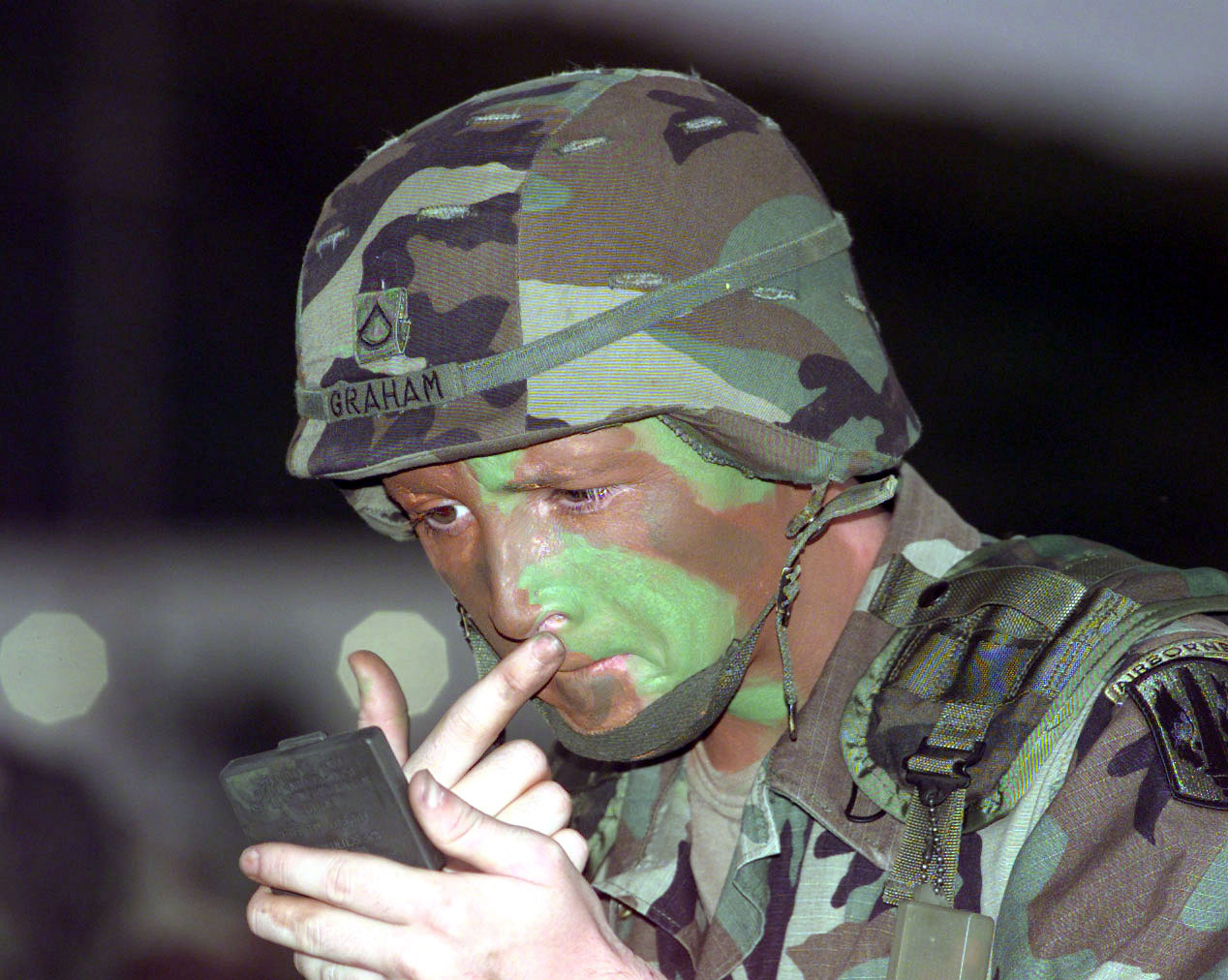
Tarnschminke

Tarnschminke wird vorwiegend zu Tarnzwecken benutzt und ist je nach Einsatzort dementsprechend eingefärbt, so ist sie für den Einsatz in Wüstengebieten gelbbraun-sandfarben, für den Einsatz in Wäldern und Wiesen grünbraun und für den Einsatz in Eis- und Schneegebieten weißgrau.
Vor allem in den USA malen sich einige Sportler, beispielsweise im American Football oder Eishockey, schwarze Balken unter die Augen oder als durchgehenden Streifen über den Nasenrücken. Das vermindert einerseits den Blendungseffekt des Sonnenlichts, das auf den verschwitzten Wangenknochen glänzt. Andererseits wird es auch als Styling genutzt, um „gefährlicher auszusehen“; so malen sich vereinzelt auch schwarze Spieler Streifen auf, die sie mit heller Farbe absetzen. Wrestling-Kämpfer bemalen nicht selten ihren kompletten Körper mit Farbe.